# Ometz (partito politico)
Ometz (in ebraico: אומץ, Coraggio), originariamente Rafi - Lista Nazionale (in ebraico: רפ"י - רשימה כלכתית, Rafi - Reshima Mamlakhtit), poi la Lista Nazionale (in ebraico: רשימה ממלכתית, Reshima Mamlakhtit) è stato un piccolo partito politico di destra israeliano, che è esistito brevemente nel 1981, e poi dal 1983 al 1987. Sebbene collegato ad esso, è considerato un'entità separata dalla Lista Nazionale dei primi anni '70.

## Storia
Rafi - Lista Nazionale è stata fondata quando tre parlamentari, Yigal Hurvitz, Yitzhak Peretz e Zalman Shoval, si sono staccati dal Likud nel gennaio 1981, durante la nona Knesset, Hurvitz e Shoval erano stati precedentemente membri della Lista Nazionale. Tuttavia, tre mesi dopo Hurvitz e Shoval si unirono a Telem e il partito fu ribattezzato Lista Nazionale. Ha ceduto quando Peretz è tornato al Likud a giugno, poco prima delle elezioni del 30 giugno.
Il partito fu rifondato come Rafi - Lista Nazionale da Hurvitz nel 1983 durante la decima legislatura della Knesset dopo che Telem si divise in due (l'altro risultato fu il Movimento per il Rinnovamento del Sionismo Sociale). Prima delle elezioni del 1984 il partito fu ribattezzato Ometz.
Il partito ha ottenuto solo un seggio alle elezioni, occupato da Hurvitz. Nonostante le sue piccole dimensioni, il partito è stato invitato nel governo di unità nazionale di Shimon Peres e Yitzhak Shamir insieme al Partito Nazionale Religioso, Agudat Yisrael, Shas, Morasha e Shinui.
Il 27 agosto 1988, il partito si è fuso nel Likud e ha cessato di esistere.